# 2000 en biologie
Cet article présente les faits marquants de l'année 2000 en biologie.

## Évènements
- 24 mars : publication du génome de la mouche drosophile (Drosophila melanogaster) [1].

- 14 décembre : publication du génome de l'Arabette des dames (Arabidopsis thaliana) [2]. C'est la première plante dont le génome est entièrement séquencé.

## Publications
- Jean-Jacques Kupiec, Pierre Sonigo : Ni Dieu ni gène, pour une autre théorie de l'hérédité, Paris, Seuil, coll. Science ouverte, 2000.

## Décès
- 7 mars : William Donald Hamilton (né en 1936),  biologiste britannique.
- 4 octobre : Michael Smith (né en 1932), biochimiste canadien d'origine anglaise, prix Nobel de chimie en 1993.
- 15 octobre : Konrad Bloch (né en 1912), biochimiste allemand.